# 8-ма легка піхотна дивізія (Третій Рейх)
8-ма легка піхотна дивізія (Третій Рейх) (нім. 8.leichte-Infanterie-Division) — легка піхотна дивізія Вермахту за часів Другої світової війни. 1 липня 1942 переформована на 8-му єгерську дивізію.

## Історія
8-ма легка піхотна дивізія була створена 1 грудня 1941 в результаті реформування 8-ї піхотної дивізії (нім. 8. Infanterie-Division) Вермахту.

## Райони бойових дій
- Франція (грудень 1941 — січень 1942);
- СРСР (північний напрямок) (лютий — червень 1942).

## Командування

### Командири
- генерал-майор Густав Гене (нім. Gustav Höhne) (1 грудня 1941 — 1 липня 1942).

## Нагороджені дивізії
Нагороджені дивізії
|  | Кавалери Золотого Німецького Хреста                                                                        | 126                                             |
|  | Кавалери Срібного Німецького Хреста                                                                        | 5                                               |
|  | Кавалери Лицарського хреста Залізного хреста з Дубовим листям                                              | 1 (№773 оберлейтенант Курт Вічель — 11.03.1945) |
|  | Кавалери Лицарського хреста Залізного хреста                                                               | 50, в тому числі 1 — непідтверджене             |
|  | Кавалери Почесної відзнаки сухопутних військ «Почесна застібка на орденську стрічку для Сухопутних військ» | 38                                              |

- Нагороджені Сертифікатом Пошани Головнокомандувача Сухопутних військ (11)
- Нагороджені Сертифікатом Пошани Головнокомандувача Сухопутних військ за збитий літак противника (1)